# Декабрьская конституция
Декабрьская конституция (нем. Dezemberverfassung) — обобщенное наименование пяти основных государственных законов и закона о представительстве, которые были введены в действие 21 декабря 1867 года императором Австрии Францем Иосифом I на территории государства, за исключением Королевства Венгрии. Действовала в Цислейтании вплоть до распада Австро-Венгрии в конце 1918 года. По своему характеру в значительной степени сходна с Великими реформами российского императора Александра II, проводившимися на протяжении 1860-х годов.

## Обстоятельства введения конституции
Подготовка нового конституционного законодательства была связана с подготовкой преобразования Австрийской империи в двуединую монархию — Австро-Венгрию. В 1865 году император приостановил действие принятого в 1861 году Февральского патента и полномочия Рейхсрата, чтобы единолично подготовить условия компромисса с венгерской элитой. Работа происходила в условиях поражения Австрии в австро-прусско-итальянской войне, следствием которого стала утрата Габсбургской монархией влияния на процессы объединения Германии и потеря территорий в Италии.
Переговоры о заключении австро-венгерского соглашения завершились в марте 1867 года. 22 мая того же года для его утверждения был созван парламент. Желая заручиться поддержкой Рейхсрата, правительство Бейста одновременно внесло законопроекты, которыми вводилась ответственность министров перед законом (а не перед императором) и регламентировалось издания монархом «чрезвычайных постановлений» (указов, имеющих силу закона). Однако, многие депутаты потребовали создания новой конституции.
24 июля конституционный комитет Палаты депутатов Рейхсрата принял решение не настаивать на выработке нового основного закона, ограничившись модифицированием Февральского патента и дополнив его несколькими новыми законодательными нормами; при этом при выработке поправок рекомендовалось руководствоваться определениями Октроированной конституции от 4 марта 1849 года.
В ходе подготовки нового законодательства право издания императором «чрезвычайных постановлений» было ограничено периодом до созыва очередной сессии парламента. Обе палаты Рейхсрата получили право инициировать разбирательство в реформированном Государственном суде действий министров в случае подозрения в нарушении законодательства.
В декабре Рейхсрат принял 6 конституционных законов. Они были подписаны императором и опубликованы 22 декабря 1867 года в официальном правительственном издании — Reichsgesetzblatt, вступив таким образом в силу.

## Состав Декабрьской конституции
- Закон от 21 декабря 1867 о внесении изменений в Основной закон об имперском представительстве от 26 февраля 1861 (нем. Das Gesetz vom 21. Dezember 1867, wodurch das Grundgesetz über die Reichsvertretung vom 26. Februar 1861 abgeändert wird)
- Государственный основной закон от 21 декабря 1867 об общих правах граждан королевств и земель, представленных в Рейхсрате (нем. Das Staatsgrundgesetz vom 21. Dezember 1867 über die allgemeinen Rechte der Staatsbürger für die im Reichsrathe vertretenen Königreiche und Länder)
- Государственный основной закон от 21 декабря 1867 о назначении Имперского Верховного суда (нем. Das Staatsgrundgesetz vom 21. Dezember 1867 über die Einsetzung eines Reichsgerichts)
- Государственный основной закон от 21 декабря 1867 о полномочиях суда (нем. Das Staatsgrundgesetz vom 21. Dezember 1867 über die richterliche Gewalt)
- Государственный основной закон от 21 декабря 1867 об осуществлении власти и исполнительных полномочиях (нем. Das Staatsgrundgesetz vom 21. Dezember 1867 über die Ausübung der Regierungs- und Vollzugsgewalt)
- Закон от 21 декабря 1867 о предметах ведения, касающихся всех земель австрийской монархии и принципах их регулирования (нем. Das Gesetz vom 21. Dezember 1867 über die allen Ländern der österreichischen Monarchie gemeinsamen Angelegenheiten und die Art ihrer Behandlung)

Последний законодательный акт получил известность как «закон о делегировании», подтвердивший разграничение полномочий между двумя частями империи и императором (в названии отражено действовавшее на момент принятия наименование государства; впервые название «Австро-Венгрия» было использовано 14 ноября 1868).

## Основной закон об имперском представительстве
Основной закон об имперском представительстве стал единственным законодательным актом, ставшим частью Декабрьской конституции, который был перенесен из Февральского патента, а не выработан в ходе её подготовки. В редакции 1867 он подвергся ряду существенных изменений:
- разграничение полномочий с Венгрией и потеря по условиям Пражского мирного договора 1866 Ломбардо-Венецианского королевства привели к тому, что полномочия Рейхсрата стали распространяться преимущественно на территорию Цислейтании;
- принятые в законодательстве определения были приведены в соответствие с австро-венгерским соглашением;
- указы императора, принятые в безотлагательных обстоятельствах в период между сессиями Рейхсрата, отныне требовали контрассигнации со стороны профильного министра, который тем самым принимал за него ответственность. Такой указ терял силу в случае, если правительство не представляло его на утверждение парламенту в течение 4 недель после созыва Палаты депутатов.
- Рейхсрату было вменено в обязанность ежегодно устанавливать объём и распределение налогов; кроме того, парламент приобрел контрольные функции — получил право направлять официальные запросы министрам.
- норма об иммунитете депутатов от судебного преследования, которая с 1861 была установлена отдельным законом, включена в Закон об имперском представительстве.

## Государственный основной закон об общих правах граждан
Выработан по инициативе конституционного комитета. Включал в себя основные граждансские права, в значительной степени повторил положения Конституции 1849.
- Ст. 1: Австрийское подданство для жителей Цислейтании
- Ст. 2: Равенство перед законом
- Ст. 3: Равенство доступа к общественным учреждениям для всех подданных
- Ст. 4: Свобода перемещения
- Ст. 5: Неприкосновенность собственности
- Ст. 6: Свобода пребывания
- Ст. 7: Отмена личной и поземельной зависимости
- Ст. 8: Личная свобода (закон от 27 октября 1862 о защите личной свободы стал составной частью этого закона)
- Ст. 9: Право на защиту частной жизни (закон от 27 октября 1862 стал составной частью этого закона)
- Ст. 10: Тайна переписки
- Ст. 11: Право подачи петиции
- Ст. 12: Свобода союзов, свобода митингов и собраний
- Ст. 13: Свобода печати
- Ст. 14: Свобода вероисповедания и свобода совести
- Ст. 15: Свобода публичного отправления религиозных обрядов для признанных законом церквей и религиозных обществ
- Ст. 16: Свобода частного отправления религиозных обрядов для приверженцев прочих вероисповеданий
- Ст. 17: Свобода науки и её изучения
- Ст. 18: Свобода выбора профессии
- Ст. 19: Равноправие национальностей
- Ст. 20 позволяла издать особый закон, предусматривающий временное прекращение на отдельных территориях действия ст. 8, 9, 10, 12 и 13 (норма была использована 5 мая 1869).

Государственный основной закон об общих правах граждан стал единственным из актов 1867, включенным в законодательный корпус образованной в 1918 Австрийской республики. Окончательно отменен лишь в 1988 в связи с принятием новой Конституции.

## Государственный основной закон о назначении имперского верховного суда
Выработан по инициативе конституционного комитета на основе законопроектов, выработанных во время Революции 1848—1849. Создание в 1869 на основании этого закона Верховного суда позволило парламенту реализовать право на оспаривание законодательных актов правительства и заложило основы гражданского судопроизводства.

## Государственный закон о полномочиях суда
Разработан по инициативе конституционного комитета. Гарантировал независимость юстиции, отделение юстиции от управления, состязательность в уголовном процессе, воссоздание суда присяжных при рассмотрении политических процессов и судебных разбирательств с участием прессы. Закон заложил основы деятельности Высшего административного суда (со 2 июля 1876).

## Государственный закон об осуществлении власти и исполнительных полномочиях
Выработан по инициативе конституционного комитета. Представляет собой пандан с законом о полномочиях суда, посвящён принципам действия исполнительной власти. Определил самостоятельность монарха в принятии решений; ответственность министров перед законом и регулирование их деятельности. В значительной степени повторяет нормы закона, принятого 25 июля 1867. Император объявлен Верховным главнокомандующим вооруженных сил.

## Закон о предметах ведения, касающихся всех земель австрийской монархии и принципах их регулирования
Акт, реализующий на территории Цислейтании условия австро-венгерского компромисса. Параллельно в Венгрии был принят аналогичный по смыслу Статут XII/1867. В соответствии с законом, законодательство, составляющее предмет совместного ведения обеих частей империи, подлежало регулированию делегациями Рейхсрата Цислейтании и Национального собрания Транслейтании.
Делегации состояли из 60 человек, на 1/3 состояли соответственно из членов Палаты господ и Палаты магнатов, на 2/3 — из представителей Палат депутатов. На рассмотрение делегаций, как правило, выносились предварительно согласованные решения, дебаты между ними не предусматривались. Делегации заседали раздельно, принятыми считались решения, принятые большинством уполномоченных независимо друг от друга. В случае, если решение не принималось, был предусмотрен механизм совместного пленума делегаций. В том случае, если на пленум прибывало разное число уполномоченных от двух частей империи, их число уравнивалось. Голоса за и против при голосовании учитывались без учёта принадлежности делегата к Цислейтании или Транслейтании. Венгерская сторона, стремившаяся к автономии, последовательно избегала использования этого механизма.
Общие (прагматические) предметы ведения были определены &1 закона:
- a) внешние сношения
- b) вопросы обороны, включая военно-морской флот, исключая призыв на военную службу
- c) финансовые вопросы относительно пунктов a) и b)

В практике в обоих парламентах (без использования механизма делегаций) единогласно принимались следующие (т. н. дуалистские) решения:
- a) коммерческие дела (прежде всего — таможенные тарифы)
- b) косвенные налоги на промышленное производство
- c) выпуск монеты и денежная эмиссия
- d) распоряжения в отношении железнодорожных линий, строящихся на территории обеих частей империи
- e) возведение оборонительных сооружений

Закон утратил силу 31 октября 1918 после расторжения венгерским правительством австро-венгерского соглашения.